# James M. Shuart Stadium
Le James M. Shuart Stadium, aussi connu comme le Hofstra Stadium est un stade de soccer et de crosse situé à Hempstead dans l'État de New York. Cette enceinte accueille actuellement les matchs de l'équipe de l'université Hofstra et ceux des Lizards de New York évoluant en Major League Lacrosse.

## Histoire
Le stade James M. Shuart, du nom du président de l'université entre 1976 et 2001, est situé sur le campus de l'Université Hofstra et sa capacité peut atteindre 15 000 personnes. Ouvert en 1963, il est connu comme le Hofstra Stadium jusqu'au 29 août 2002. 
Le stade accueille entre 2001 et 2002, puis de nouveau depuis 2009, les rencontres de l'équipe de crosse de la ville, les Lizards de New York qui évolue en MLL mais également les matchs de soccer des Cosmos de New York, célèbre franchise de NASL évoluant désormais dans la nouvelle NASL, deuxième division américaine et canadienne. Depuis le 3 décembre 2009, l'enceinte n'accueille plus de rencontres de football américain à la suite d'une annonce de l'université qui en est propriétaire.
Le stade accueille le match d'ouverture de la saison 1971 du championnat de NCAA de crosse ainsi que deux quarts de finale de l'édition 2009.
Le stade est aussi utilisé trois nuits chaque année au mois d'octobre pour l'édition annuelle du Festival Newsday Marching Band où des High schools s'affrontent dans diverses compétitions. Le 4 novembre 2009, les New York Sentinels, participant au championnat UFL joue un match à domicile dans l'enceinte.
Les Cosmos de New York jouent leurs matchs à domicile dans le stade entre 2013 et 2016 et l'utilisent également lors de leurs rencontres à domicile dans le cadre du championnat NASL.